# Le Juch
Le Juch [lə ʒyk] est une commune du département du Finistère, dans la région Bretagne, en France.

## Géographie

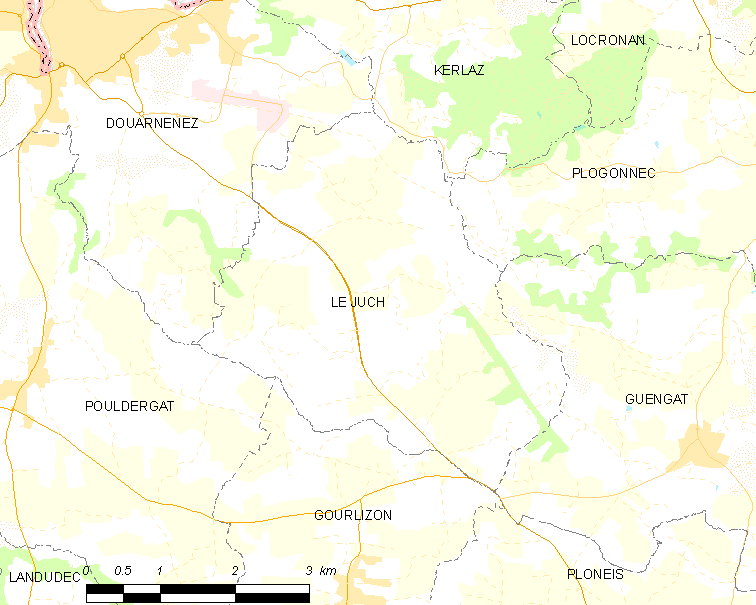
Carte de la commune du Juch.

Le Juch est une commune du sud-ouest du département du Finistère, située à l'ouest de Quimper et au sud-est de Douarnenez, limitrophe de l'ouest du territoire communal. Le finage communal a un relief assez accidenté, les altitudes les plus élevées se situant au sud de la commune (157 mètres près de Kervellou au sud-est de la commune, 142 mètres à son sud-ouest, près de Canastel), mais s'abaissant jusqu'à 9 mètres dans la partie aval de la vallée du Névet, un petit fleuve côtier, qui limite au nord la commune, la séparant de Locronan et de Kerlaz ; le ruisseau du Ris, affluent de rive gauche du Névet, limite la commune à l'est, la séparant de Plogonnec et Guengat. Un autre tout petit fleuve côtier, le Ty an Taro, limite la commune au sud, la séparant de Gourlizon et Pouldergat.
Le bourg du Juch, situé vers une trentaine de mètres d'altitude, est excentré dans la partie est du territoire communal. Le paysage agraire traditionnel est celui du bocage avec un habitat dispersé en écarts formés de hameaux et fermes isolées.
La commune est à l'écart des grandes voies de communication. La D 765, ancienne RN 165, traverse toutefois la partie sud de la commune. Par le passé, la ligne de chemin de fer allant de Quimper à Douarnenez desservait Le Juch, mais elle a fermé en 1988 ; son tracé est désormais utilisé par la voie verte allant de Quimper à Douarnenez.
La commune fait partie traditionnellement du Pays Glazik.

### Communes limitrophes
| Douarnenez | Douarnenez | Kerlaz    |
| Douarnenez | Juch       | Plogonnec |
| Pouldergat | Gourlizon  | Guengat   |

### Hydrographie
Pour un article plus général, voir Réseau hydrographique du Finistère.
La commune est située dans le bassin Loire-Bretagne. Elle est drainée par le Stalas, le Névet, le Ris et divers autres petits cours d'eau,.

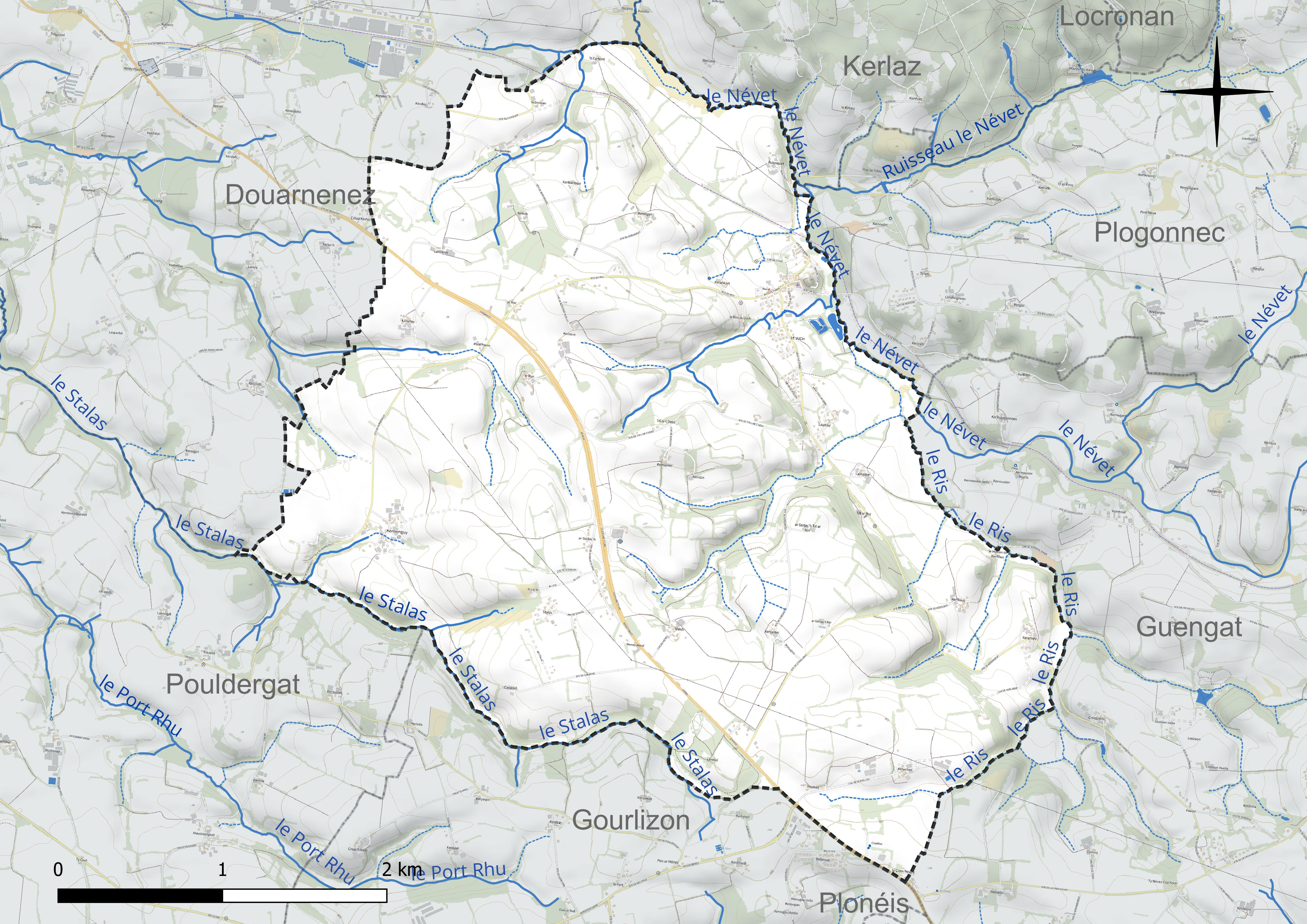
Réseau hydrographique du Juch.

### Climat
Pour des articles plus généraux, voir Climat de la Bretagne et Climat du Finistère.
En 2010, le climat de la commune est de type climat océanique franc, selon une étude du CNRS s'appuyant sur une série de données couvrant la période 1971-2000. En 2020, Météo-France publie une typologie des climats de la France métropolitaine dans laquelle la commune est exposée à un climat océanique et est dans la région climatique  Bretagne orientale et méridionale, Pays nantais, Vendée, caractérisée par une faible pluviométrie en été et une bonne insolation. Parallèlement l'observatoire de l'environnement en Bretagne publie en 2020 un zonage climatique de la région Bretagne, s'appuyant sur des données de Météo-France de 2009. La commune est, selon ce zonage, dans la zone « Monts d'Arrée », avec des hivers froids, peu de chaleurs et de fortes pluies.  
Pour la période 1971-2000, la température annuelle moyenne est de 11,6 °C, avec  une amplitude thermique annuelle de 10,3 °C. Le cumul annuel moyen de précipitations est de 980 mm, avec 15,2 jours de précipitations en janvier et 7,5 jours en juillet. Pour la période 1991-2020, la température moyenne annuelle observée sur la station météorologique la plus proche, située sur la commune de Pluguffan à 11 km à vol d'oiseau, est de 12,1 °C et le cumul annuel moyen de précipitations est de 1 214,4 mm,. Pour l'avenir, les paramètres climatiques de la commune estimés pour 2050 selon différents scénarios d'émission de gaz à effet de serre sont consultables sur un site dédié publié par Météo-France en novembre 2022.

## Urbanisme

### Typologie
Au 1er janvier 2024, Le Juch est catégorisée commune rurale à habitat dispersé, selon la nouvelle grille communale de densité à 7 niveaux définie par l'Insee en 2022.
Elle est située hors unité urbaine. Par ailleurs la commune fait partie de l'aire d'attraction de Quimper, dont elle est une commune de la couronne,. Cette aire, qui regroupe 58 communes, est catégorisée dans les aires de 200 000 à moins de 700 000 habitants,.

### Occupation des sols
L'occupation des sols de la commune, telle qu'elle ressort de la base de données européenne d'occupation biophysique des sols Corine Land Cover (CLC), est marquée par l'importance des territoires agricoles (97,3 % en 2018), une proportion sensiblement équivalente à celle de 1990 (97 %). La répartition détaillée en 2018 est la suivante : 
zones agricoles hétérogènes (46,2 %), terres arables (39,5 %), prairies (11,6 %), forêts (2,7 %). L'évolution de l'occupation des sols de la commune et de ses infrastructures peut être observée sur les différentes représentations cartographiques du territoire : la carte de Cassini (XVIIIe siècle), la carte d'état-major (1820-1866) et les cartes ou photos aériennes de l'IGN pour la période actuelle (1950 à aujourd'hui).

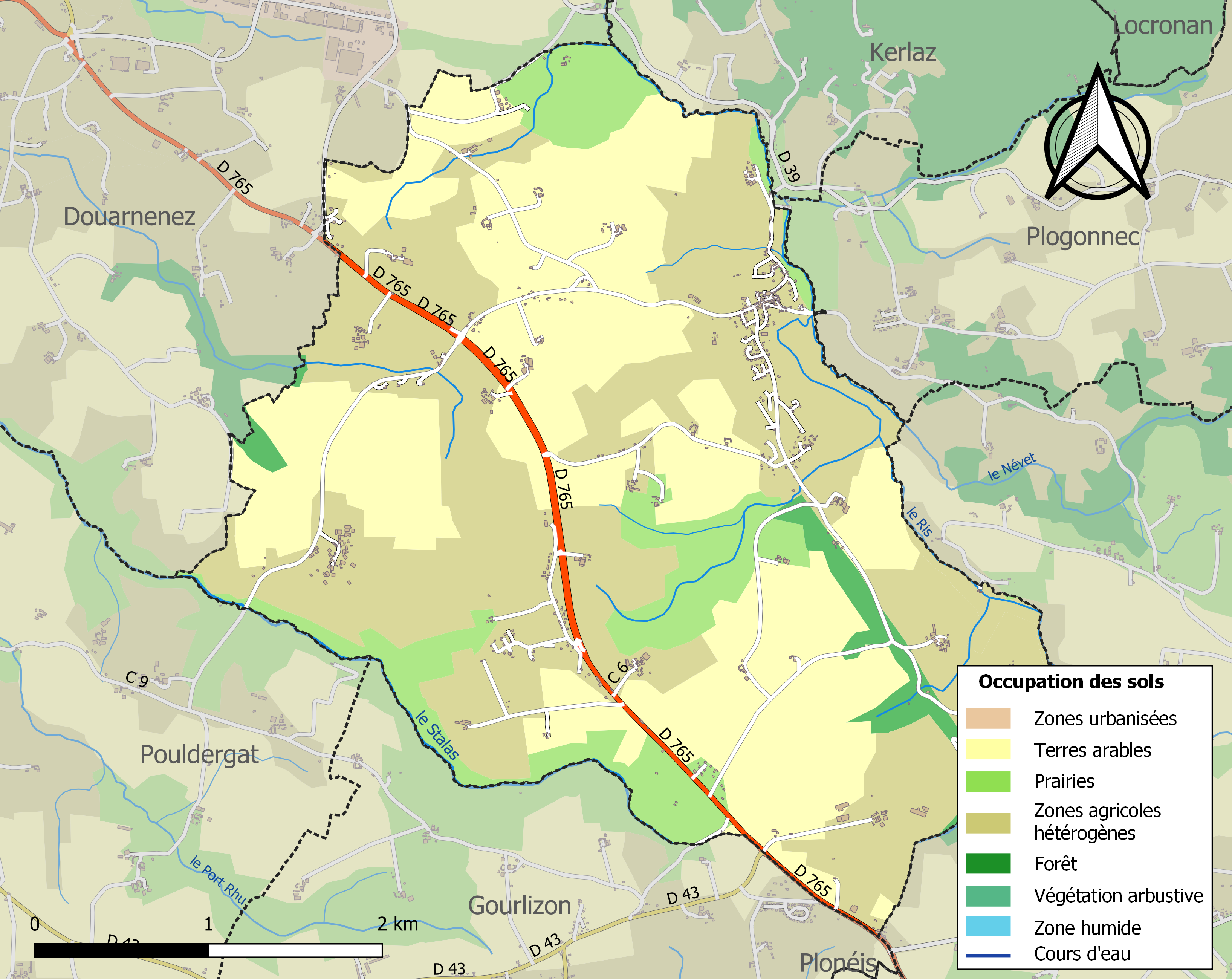
Carte des infrastructures et de l'occupation des sols de la commune en 2018 (CLC).

## Toponymie
Le nom de la localité est attesté sous les formes Le Gug en 1194 et 1292, Jugum en 1254, 1325 et 1379, Le Jucq en 1453 et Juch en 1565,.
Le toponyme trouve son origine dans le breton yoh qui signifie « tas, monceau ». Ce nom procède d'un mot celtique *iukko- à l'origine également d'autres toponymes, dont Joch (Pyrénées-Orientales) ou Jeux-lès-Bard (Côte-d'Or). La signification du toponyme correspond à la géographie du lieu, dont le bourg est juché en haut d'une colline. L'attraction du vieux français juc, joc qui signifie « juchoir, poulailler » peut expliquer la graphie et la prononciation française du nom de la commune.
En breton contemporain, la commune s'appelle Ar Yeuc'h, prononcé [ar iø].

## Histoire

### Moyen Âge

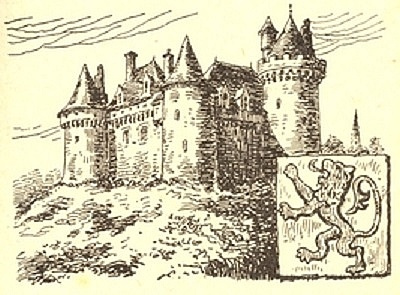
Le château du Juch (dessin de Louis Le Guennec publié en 1928).

Les seigneurs du Juch tirent leur nom du château éponyme situé sur un éperon dominant la vallée du ruisseau du Ris (ou rivière de Névet). Abusivement appelés barons, ils ont le rang de banneret. Ils agrandirent leurs possessions par mariage et se hissèrent au plus haut dans la hiérarchie du duché de Bretagne, en devenant hommes de confiance, successivement de Jean IV et de Jean V, au début et au milieu du XVe siècle.

« Les sires du Juch avaient un (...) cri : "La « Non Pareille »", en mémoire d'une châtelaine du lieu, qui demeura sept ans dans la plus haute tour du donjon, sans vouloir parler à âme qui vive, pendant que son seigneur et maître guerroyait en Terre sainte contre les Infidèles. Cette héroïque claustration dura jusqu'au jour où le preux chevalier, revenu de Palestine, sonna du cor devant le pont-levis. Une si rare vertu conjugale valait certes qu'on la glorifiât ! »

Ce chevalier, qui accompagna Pierre Mauclerc en Terre sainte lors de la septième croisade, est Hervé II du Juch (né vers 1200 et mort après 1254) et son épouse Havoise (ou Aliénor) de Pont-Croix. Lors de la bataille de Damiette en 1249, il aurait invoqué « Nostre-Dame du Huch, à nostre ayde ».
La seigneurie du Juch était l'une des plus anciennes et des plus importantes de Cornouaille. De leur château fort élevé sur une motte féodale (« Ar Zal »), il ne reste presque rien, le château étant déjà en ruines au XVIe siècle, et ses pierres ont servi à d'autres constructions. Il aurait été abandonné après les Croisades. « Nous voici au Juch, vieille bourgade féodale (...). Malheureusement, le château qui la commandait jadis (...) n'a laissé que des vestiges parmi les broussailles. Du moins sa gracieuse chapelle nous est parvenue complète. Le lion des sires du Juch timbre la clef de voûte de son portail » a écrit Louis Le Guennec en 1930.
La liste complète des seigneurs du Juch du XIe siècle au XVIe siècle, ainsi que celle de la branche cadette des seigneurs de Pratanroux (en Penhars), est disponible sur un site Internet. Un sire du Juch fut présent à l'ost du duc de Bretagne en 1294 à Ploërmel. Jean II du Juch fut évêque de Léon en 1369-1370 ; Henri du Juch fut chambellan du duc de Bretagne en 1419 et la famille du Juch a fourni 7 capitaines à Quimper (par exemple Hervé du Juch en 1414 ; son fils Henri du Juch en 1418 ; Hervé du Juch, seigneur de Pratanroux, en 1501), Brest (Henri du Juch en 1415), Concarneau et Tonquédec. Plusieurs membres de la famille ont été inhumés au couvent des Cordeliers de Quimper, le premier étant le chevalier Hervé du Juch, mort en Espagne, en 1369 et le dernier Raoul du Juch, décédé le 11 octobre 1534. Un vitrail du chœur de la cathédrale de Quimper est un don de la famille du Juch.

### Époque moderne

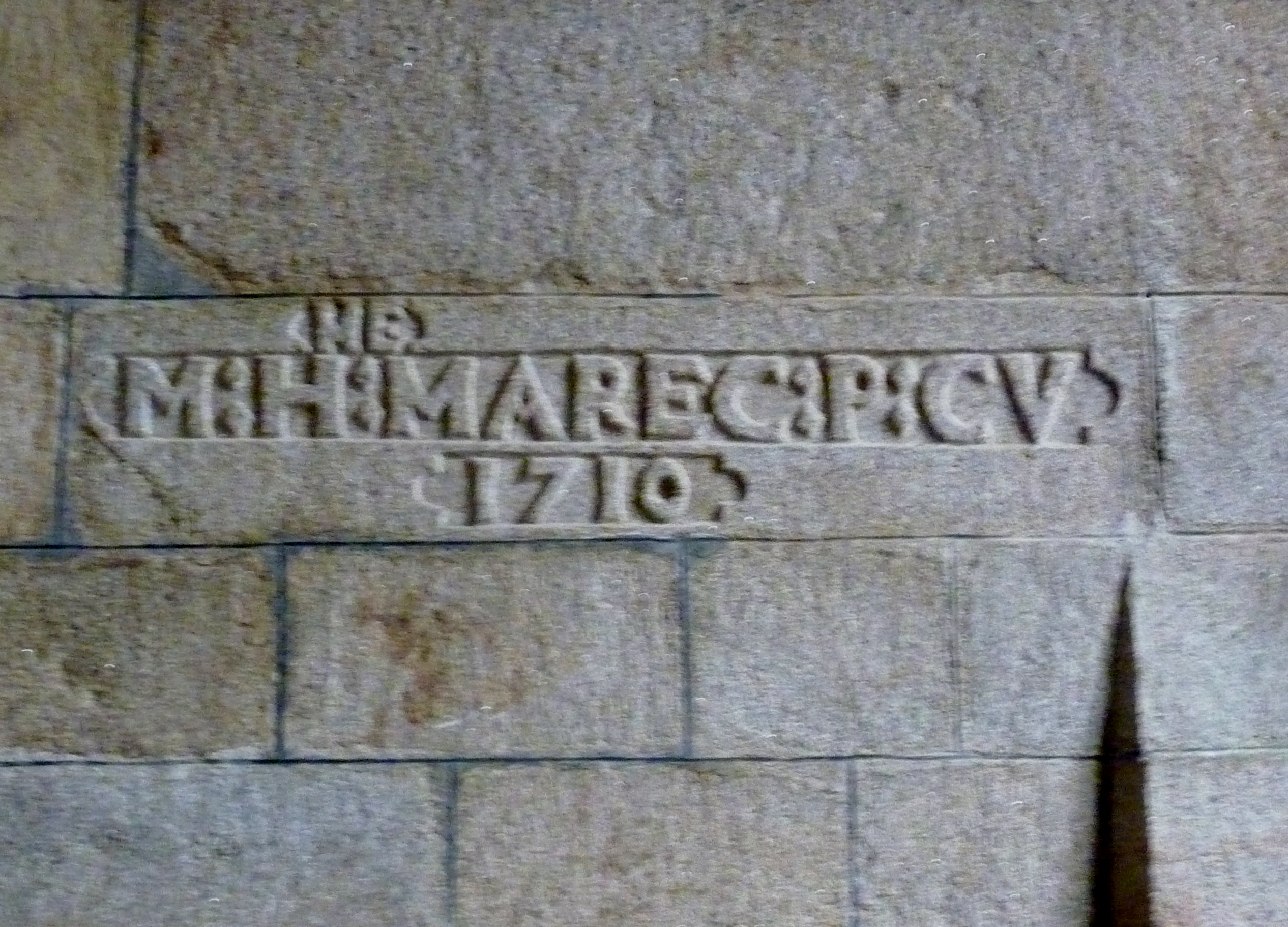
Église Notre-Dame du Juch : inscription datant de 1710.

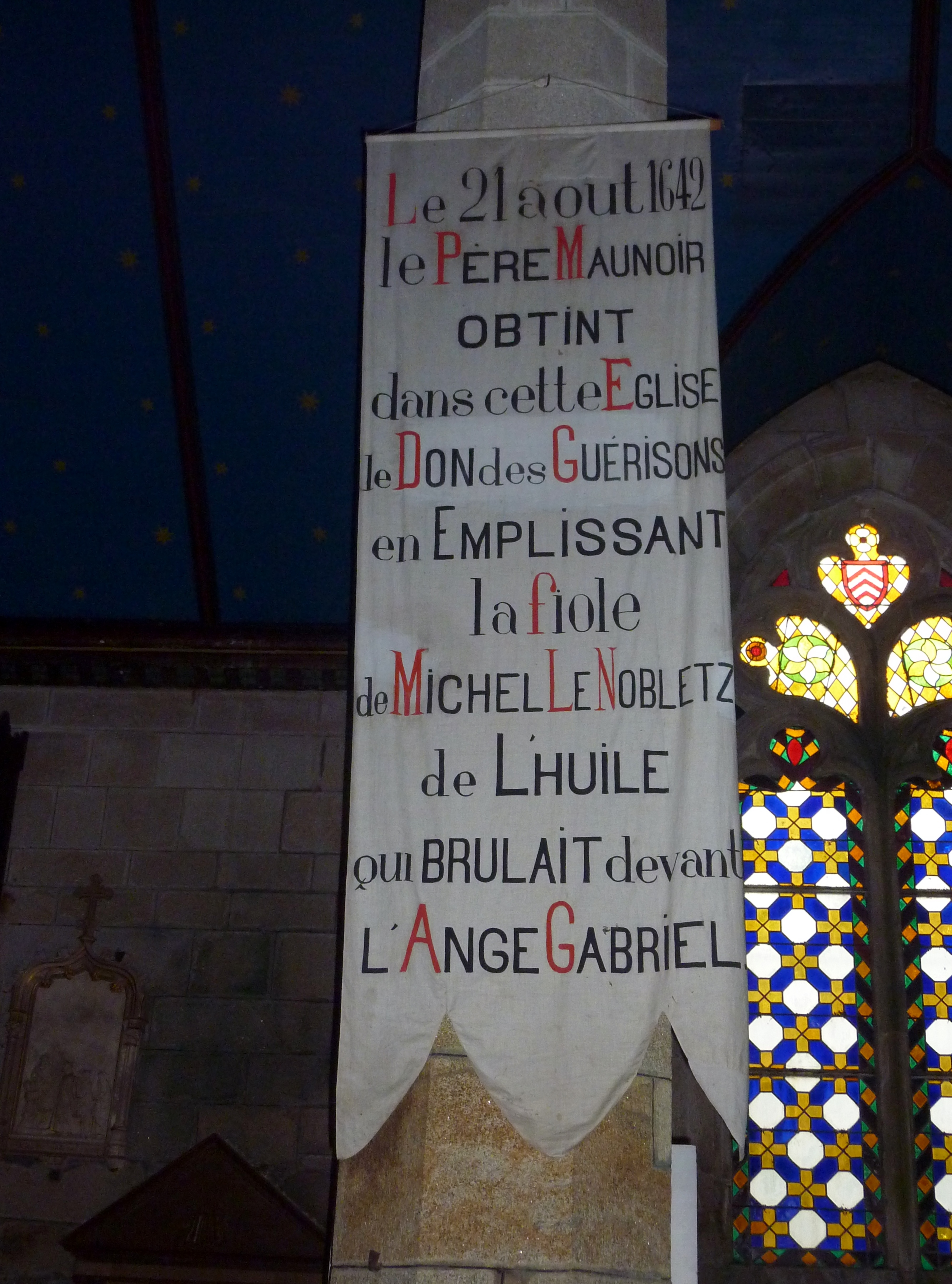
Église Notre-Dame du Juch : banderole rappelant que le 21 août 1642 le père Maunoir obtint dans cette église le don des guérisons en emplissant la fiole de Michel Le Nobletz de l'huile qui brûlait devant l'ange Gabriel.

La branche aînée des seigneurs du Juch tombe en quenouille dans la famille du Chastel lors du mariage en 1501 de Marie du Juch avec Tanguy V du Chastel. En 1541, la seigneurie du Juch s'étend de la Pointe du Raz jusqu'à Trégourez et de Ploéven jusqu'à Plobannalec ; elle est pourvue de nombreux droits et prérogatives, notamment des droits de haute, moyenne et basse justice et dispose d'une prison dans le bourg du Juch. Par la suite, la seigneurie du Juch, au fil de mariages successifs d'héritières ou de rachats, passa aux mains des Gouyon de la Moussaye (en raison du mariage en 1571 de Claude du Chastel avec Charles Gouyon de La Moussaye), puis Rosmadec, puis Névet et enfin Franquetot de Coigny. Entre 1565 et 1638, les barons du Juch sont de religion huguenote.
Pendant les Guerres de la Ligue, des troupes du brigand ligueur Guy Éder de La Fontenelle, dont le repaire était dans l'Île Tristan, massacrèrent 1 500 paysans et firent de nombreux prisonniers lors d'une bataille qui se déroula en 1595 dans la lande du Juch.
Le bourg du Juch est né de l'agrégation de maisons en contrebas du château, qui était en ruines. Avant 1789, Le Juch n'était qu'une trève dépendant de Ploaré , dotée pourtant d'une magnifique église tréviale, dont la première construction a été, en partie financée par les seigneurs du Juch, alors très puissants, et dont on retrouve le blason en plusieurs endroits, dont une clé de voûte.
Le 16 juillet 1639, Sébastien II de Rosmadec, gouverneur de Quimper, acheta au baron de La Moussaye la terre et seigneurie du Juch. La peste sévissait alors dans la région. La seigneurie fut dès lors englobée dans le marquisat de Rosmadec.
« C'est avec de l'huile provenant de la lampe qui brûlait [dans l'église] devant (...) saint Gabriel que le vénérable Michel Le Nobletz et son disciple, le père Maunoir, ont opéré plusieurs miracles et guérisons ».. En 1640, 1657 et 1658, le père Julien Maunoir prêcha des missions à Notre-Dame du Juch.
Traditionnellement la paroisse du Juch était subdivisée en quatre quartiers (Stang Vihan, Stang Vras, Stang Kreis, Stang Kermenguy) cette subdivision étant liée à la quête des Trépassés effectuée chaque 2 novembre par quatre groupes de fabriciens.

### Révolution française
Le cahier de doléances de la paroisse de Ploaré, qui concerne aussi ses trèves de Gourlizon et Le Juch, fut rédigé le 7 avril 1789 en la chapelle Sainte-Hélène de Douarnenez ; de trois cents à quatre cents paroissiens participèrent à la réunion, demandant notamment « que la religion catholique (...) soit la seule observée en France », « que toutes les corvées tant publiques que territoriales soient abolies », « que les boissons en général, telles que vin, eau de vie, et autres liqueurs, seront délivrés aux laboureurs, et autres du tiers état aux mêmes prix qu'au clergé et aux nobles ».
En 1790, Jean Kerneau, curé de la trève du Juch, refusa de prêter le serment de fidélité à la Constitution civile du clergé et « prêcha affreusement contre les lois » ; il se cacha au château de Kernuz dans sa paroisse natale de Treffiagat où il fut arrêté le 5 juin 1793 et déporté aux Pontons de Rochefort, sur le Washington, ancré à l'Île d'Aix ; remis en liberté en avril 1795, il fut par la suite recteur de Treffiagat, puis de Pont-l'Abbé.
La loi du 12 septembre 1791 « relative à la circonscription des paroisses du district de Pont-Croix » donne à la paroisse de Ploaré comme succursales Le Juch et Douarnenez.

### LeXIXesiècle
La trève du Juch resta sans desservant jusqu'en 1844. Des paroissiens adressèrent le 19 décembre 1840 une supplique à Joseph-Marie Graveran : « (...) Nous sommes trop éloignés de l'église de Ploaré pour désirer de rester attachés à cette église (...) ; ce n'est qu'avec de grandes difficultés que nous pouvons nous y rendre, surtout en hiver à cause du mauvais état des chemins (..). Nous n'avons grand'messe et vêpres que quatre ou cinq fois l'an tout au plus. Nous avons cependant une belle église (...) ».
Le Juch était une section de Ploaré, et devint une paroisse par une ordonnance royale du 16 août 1844, mais ne devint une commune indépendante, séparée de Ploaré, qu'en 1899. En 1887 la commune de Ploaré fut dans l'obligation de construire une école publique au Juch afin de respecter la loi du 30 octobre 1886 sur les constructions d'office qui oblige les communes dépourvues d'école publique à en construire une.
En 1849 le choléra fait 16 victimes au Juch. La population demande une procession et les paroissiens défilent, cierge à la main, derrière une bannière. L'épidémie oblige les autorités à ouvrir un nouveau cimetière, celui du bourg étant devenu trop petit. L'arrêt de l'épidémie fut percue comme un miracle par la population.
Les pardons du Juch étaient déjà très fréquentés vers le milieu du XIXe siècle (et probablement bien avant) : en 1843, une délibération du conseil de fabrique de Ploaré affirme que « la chapelle [Le Juch n'était pas encore une paroisse à cette date] du Juch (...) est un des plus beaux monuments du pays » et que les pardons « y sont si solennels et si beaux » qu'ils voient affluer les habitants de Douarnenez et de Ploaré. En 1856, le recteur du Juch écrit : « La paroisse même est un lieu renommé de pèlerinage où affluent surtout les marins. Le jeune marin de Douarnenez, appelé au service de l'État, ne quittera pas son foyer sans venir saluer Notre-Dame du Juch, à laquelle sa mère viendra le recommander pendant son absence ». Le même recteur écrit qu'en 1856 également, un marin de Douarnenez, Guillaume Billon, fit le tour de l'église sur ses genoux pour remercier la Vierge d'avoir échappé à la mort sur un navire chargé de soufre qui brûla victime de la foudre.
En 1849, le choléra sévit au Juch y faisant 16 victimes ; « spontanément le peuple demande une procession ; elle a lieu, tout le monde y est, petits et grands, un cierge à la main et bannière de la Vierge en tête. Le choléra disparaît entièrement et sa disparition a été regardée comme un miracle ».
La ligne de chemin de fer allant de Quimper à Douarnenez ouvre le 7 avril 1884 ; elle dessert notamment la gare du Juch.

### LeXXesiècle

#### La Belle Époque
Un arrêté du préfet du Finistère laïcise l'école des filles du Juch en août 1904 en vertu de la Loi sur les congrégations.
Le journal L'Ouest-Éclair du 21 avril 1905 évoque la misère d'une famille du Juch réduite à la mendicité et à la charité des voisins pour survivre. La vie était alors rude comme en témoigne aussi Hervé Friant vers 1913 : « À la lueur de la lampe à pétrole (...) je lisais la vie du saint du jour dans un très vieux livre qui semblait avoir été transmis de génération en génération. Il s'intitulait Buez ar Zent, "La vie des Saints" en breton. C'était l'unique livre de la maison ».
Lors des élections législatives d'avril 1914, Monsieur de Servigny, candidat des "gwen" (des "Blancs") devança au Juch Georges Le Bail, candidat "ru" ("rouge"), qui obtint toutefois 78 voix (lequel fut toutefois élu député). Le recteur du Juch, Yves Marie Le Roux, écrivit en juin 1914 dans "Kanned ar Yeuch" (le bulletin paroissial) : « 78 votants ont donné leur voix à un ennemi de la religion ».

#### La Première Guerre mondiale
Hervé Friant décrit ainsi les réactions des habitants au début de la guerre :

« Quand sonna le tocsin, seul moyen pour annoncer les catastrophes, je me baignais avec mes camarades, dans la petite rivière, au lieu-dit "Pont-Men". Quelle course vers le bourg (...) ! Devant la foule consternée des femmes et des vieillards, nous avions la pudeur de nous taire, mais quelle verve ensuite pour envisager la guerre à notre façon ! Nous parlions d'une France invincible ! (...) Chaque jour, j'assistais au départ des hommes qui embarquaient dans le train, presque déjà plein, venant de Douarnenez, et se dirigeant vers Quimper... scènes délirantes ! Toute la population acclamait les futurs héros. Ceux-ci, stimulés dans leur ardeur patriotique qui était réelle par les libations inévitables, proféraient les pires menaces contre l'Allemand. (...) Sur le chemin de la gare, c'était le défilé des mères, des épouses, des fiancées, qui donnaient libre cours aux larmes que beaucoup retenaient devant les leurs. (...) Nous mordions aux astuces d'une propagande outrancière, dont le but évident était d'entretenir la haine de l'ennemi. De bouche à oreille circulaient les bruits les plus terrifiants : pendant leur avance en Belgique et dans le nord de la France, les Huns alias Alboches, disait-on avec le plus grand sérieux, coupaient la main droite de tous les enfants mâles (...). »

Le monument aux morts du Juch porte les noms de 60 soldats et marins morts pour la France pendant la Première Guerre mondiale ; parmi eux François Manuel est mort à Rossignol (Belgique) dès le 22 août 1914, donc dans le premier mois de la guerre ; François Le Corre est mort en Serbie dans le cadre de l'expédition de Salonique le 25 octobre 1918 dans les derniers jours de la guerre ; Jean Friant est mort de maladie alors qu'il était en captivité en Allemagne ; la plupart des autres sont morts sur le sol français.

#### L'entre-deux-guerres
Hervé Friant décrit en ces termes le Juch dans les premières décennies du XXe siècle :

« Au Juch (...), le mode de vie était à peu près ce qu'il était cent années auparavant. Les travaux de la terre se succédaient à un rythme immuable. Les cultures ne variaient guère, les différentes sortes de céréales, froment, avoine, orge, seigle, sarrasin, et les pommes de terre, se vendaient. Les autres cultures étaient de la nourriture pour les bêtes, nombreuses en général. L'élevage (...) était composé de bovins principalement et de porcs. Le beurre, principal revenu, avait ses lettres de noblesse. Il avait sa renommée et se vendait bien au marché de Douarnenez. Chaque fermière y allait deux fois par semaine avec le char à bancs qu'elle conduisait elle-même. »

« Dans ce petit bourg, il y avait 10 débits de boissons dans un rayon de cent mètres autour de l'église. (...) Tous ces cafés étaient bondés chaque dimanche après la grand'messe. (...) Les uns, en majeure partie, buvaient de l'eau-de-vie. D'autres, plus délicats, de l'eau vulnéraire, un alcool moins fort. (...). [La plupart se trouvaient rapidement] dans un état d'euphorie qu'ils semblaient rechercher après les durs travaux de la semaine. »

En 1929, Louis Le Guennec évoque « le moulin du Juch [qui] berce de son tic-tac endormeur un calme paysage de prairies et de coteaux boisés d'où surgissent côte à côte la motte féodale des anciens baron du lieu et la fine aiguille de l'église paroissiale. J'ai lu sur le bâti de bois qui supporte ses meules la date de 1706 ».
Le club sportif « Les diables du Juch » existait déjà en 1928.

#### Les pardons du Juch

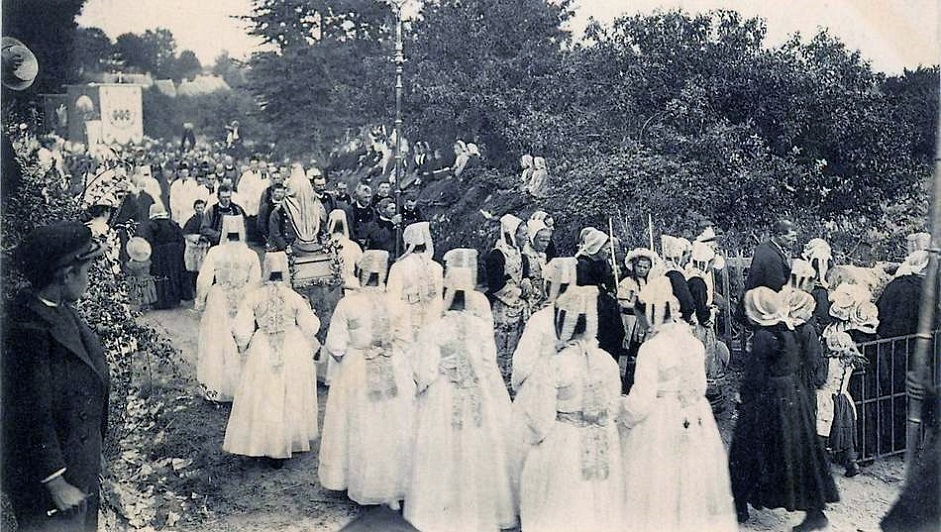
Le pardon du Juch vers 1910 : sortie de la procession (carte postale ND Photo).

Comme les siècles précédents, les pardons du Juch restaient très fréquentés : le journal L'Ouest-Éclair décrit ainsi celui du 15 août 1908 : « Après la grand'messe (...), les groupes nombreux qui se trouvaient réunis au Juch ont déjeuné çà et là dans la campagne, sous les ombrages, en attendant l'heure de la procession. Celle-ci s'est déroulée le long de la grande route jusqu'à la Croix de la Mission, entre deux rangs épais de curieux. Plus que jamais, les riches et antiques costumes des jeunes filles ont été le point de mire des photographes venus au pardon du Juch plus nombreux encore que les années précédentes ».
En 1913, le recteur du Juch écrit (en breton) dans le bulletin paroissial Kanned ar Yeuch :

« Les gens qui suivaient la procession étaient nombreux et sages. Mais sur le chemin il y avait beaucoup de vauriens de la ville portant casquette et cigarette au bec. Si encore ils s'étaient tus ! Mais certains d'entre eux criaient pire que des sauvages. C'est triste, mais plus triste encore de voir des jeunes gens de la paroisse faire fi de leur pardon pour aller ouvrir la bouche devant des termaji ("forains") de Quimper. »

Cette année-là, le journal L'Ouest-Éclair estime à 5 000 le nombre de personnes venues au Juch pour ce pardon.
Hervé Friant décrit quelques années plus tard des scènes analogues :

« Le lundi de Pâques avait lieu le pardon du Juch, pardonn ar Yeuc'h. Premier de l'année, il ouvrait l'ère des pardons dans la contrée. (...) À cause d'une dévotion particulière qui s'attachait à Intron Varia lenn a c'hraz, patronne de la paroisse, (...) de nombreux pèlerins accouraient. C'était en grande partie des Douarnenistes (...). Au début de l'après-midi arrivait un train archibondé de voyageurs. C'était des jeunes gens qui, aussitôt débarqués, déferlaient par bandes vers le milieu du bourg (...). Les esprits échauffés par les libations, surexcités par l'ambiance foraine, ces jeunes fous déclenchaient la bagarre. »

« Le 15 août, fête de l'Assomption, c'était le second pardon de l'année, Pardonn an anter Eost ("Pardon de la mi-moisson") (...). [Le] dernier pardon de l'année (le troisième) [était] consacré à saint Maudet, patron de la paroisse, au seuil de l'hiver (...). »

#### La Seconde Guerre mondiale

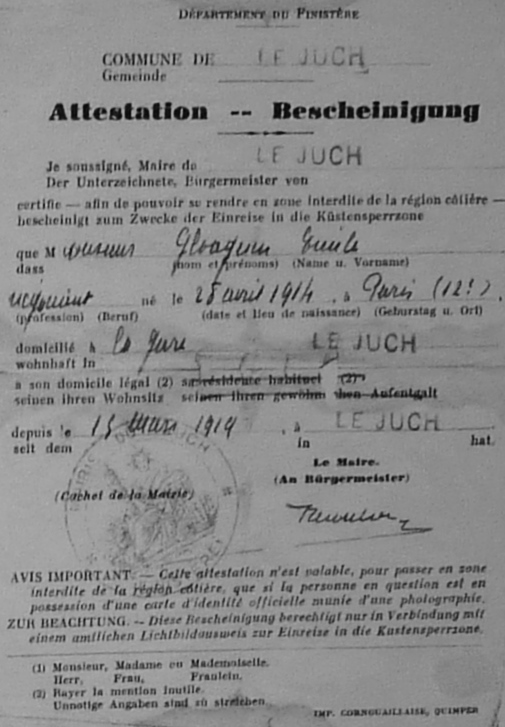
Laissez-passer (ausweis) délivré à un habitant du Juch pour aller en zone interdite côtière pendant la Seconde Guerre mondiale.

Un soldat originaire du Juch (Pierre Pellen) est tué en septembre 1939 dans la Sarre. Ce fut le seul tué du Juch pendant la Deuxième Guerre mondiale.
Pendant l'Occupation, Le Juch faisait partie de la zone littorale interdite à tout voyageur sans ausweis délivré par les autorités.
Un maquis exista quelque temps début août 1944 à Kélarné au Juch (il comprit environ 40 maquisards, dont Michel Mazéas, futur maire de Douarnenez).« Implanter un maquis, y vivre pendant deux mois, y organiser et mener des actions de résistance (...) ne pouvait exister sans la sympathie et l'aide de la population ».

#### L'après Seconde Guerre mondiale
Le père Renévot, un prêtre originaire du Juch, fut emprisonné 7 mois en Argentine en 1976 parce qu'il luttait contre la dictature militaire alors au pouvoir.

### LeXXIesiècle

#### Un regain de dynamisme et d'attractivité
En 2019, la commune bénéficie d'une subvention de la région Bretagne (programme « Dynamisme des Bourgs ruraux et des Villes ») d'un montant de 380 000 € pour réimplanter un commerce au bourg, ainsi que pour lancer un projet d'électro-mobilité partagée (partage d'automobiles électriques), rénover l'église paroissiale et réaliser un chemin d'interprétation mettant en valeur la qualité patrimoniale, architecturale et paysagère de la commune, avec notamment la mise en valeur de la colline du château.
En septembre 2021 le film Les Petites Victoires, réalisé par Mélanie Auffret, est tourné au Juc'h.

#### Le projet de fusion avec Guengat et Gourlizon
En septembre 2023 les conseils municipaux des trois communes de Guengat, Le Juch et Gourlizon approuvent le projet de création d'une commune nouvelle les réunissant afin de faire des économies de gestion ; mais les trois communes appartiennent à trois intercommunalités différentes et, pour l'instant, le siège et le nom de l'éventuelle commune nouvelle ne sont pas encore décidés.

## Politique et administration
| Période                                  | Période         | Identité               | Étiquette | Qualité                                                                |
| ---------------------------------------- | --------------- | ---------------------- | --------- | ---------------------------------------------------------------------- |
| 1899                                     | 1901            | Jean Le Bars           |           | Cultivateur.                                                           |
| 1901                                     | 1912            | René Tymen             |           | Cultivateur à Kélarné.                                                 |
| 1912                                     | 1925            | René Boëté             |           |                                                                        |
| 1925                                     | 1928            | Jean Guillaume Nédélec |           | Médaille militaire, Croix de guerre, Chevalier de la Légion d'honneur. |
| 1929                                     | 1945            | François de Keroulas   |           |                                                                        |
| 1947                                     | 1971            | Jean-Louis Tymen       |           |                                                                        |
| 1971                                     | 1977            | Pierre Joncour         |           | Agriculteur.                                                           |
| 1977                                     | 1995            | Hervé Jules            |           |                                                                        |
| 1995                                     | 2001            | René Cloarec           |           |                                                                        |
| 2001                                     | 29 mars 2014    | Sébastien Stephan      |           |                                                                        |
| 29 mars 2014                             | 22 octobre 2024 | Patrick Tanguy         | SE        | Professeur.                                                            |
| 22 octobre 2024                          | En cours        | Yves Tymen             |           |                                                                        |
| Les données manquantes sont à compléter. |                 |                        |           |                                                                        |

## Sport et culture

### Association Sportive des Diables du Juc'h
Le club des "Diables du Juc'h" (le nom fait référence à la statue du diable qui se trouve dans l'église paroissiale) est créé en 1966. Après quelques années de sommeil entre 2009 et 2014 en raison d'un manque de joueurs, le club de football existe à nouveau ; il a atteint en 2020 le 4e tour de la Coupe de France de football.

### Langue bretonne
L'adhésion à la charte Ya d'ar brezhoneg a été votée par le Conseil municipal le 14 décembre 2005. Le 17 mai 2008 a été remis à la commune le label Ya d'ar brezhoneg de niveau 1 et le 26 avril 2013 le label  de niveau 2.

## Culture locale et patrimoine

### Lieux et monuments
- L'église Notre-Dame du Juch (XVIe - XVIIe siècle), rendue célèbre par le diable[59], qui y est représenté sous forme de statue (bois polychrome du XVIIe siècle), celui-ci se faisant terrasser par l'archange Saint-Michel. Également dédiée à Saint Maudet (dont l'église possède une relique[60]), cette église a été, en grande partie, reconstruite aux XVIIe et XVIIIe siècles. Le clocher, dont la flèche culmine à 32 mètres, date de 1730. La maîtresse-vitre date du XVIe siècle, les autres vitraux sont du XIXe siècle. De l'édifice précédent, il reste le porche sud en arc brisé qui remonte à la fin du XVIe siècle. Les seigneurs du Juch furent les fondateurs et bienfaiteurs de cette église[61]. L'édifice est classé monument historique depuis 1916. Des vases acoustiques ont été découverts lors de travaux sur la charpente de l'église en 2019[62] ; la voûte étoilée, ainsi que la charpente, ont été restaurés après trois ans de travaux menés entre 2016 et 2019[63]. Une gargouille représente une sirène sculptée qui offre sa poitrine majestueuse au regard des hommes et à ses cheveux délicatement posés sur ses épaules ; son visage est très fin et fort expressif, même s'il a subi les injures du temps[64].

« Le « diable du Juch » (« diaoul ar Yeuc'h »), hideux démon terrassé par un saint Michel en armure de tragédie, avait naguère pour dévôts les marins de Douarnenez et de Pouldavid qui lui faisaient généreusement l'offrande de leurs chiques hors d'usage et de leurs bouts de cigarettes, veillant à ce qu'il eût toujours, entre les crocs, une ample provision. Cette pratique n'ajoutait rien aux charmes déjà minimes du pauvre diable. Un recteur du Juch finit par le supprimer en lui donnant comme successeur un autre ange déchu d'aspect si cocassement bénévole que les fidèles déconcertés ont peu à peu renoncé à lui fournir du tabac gratis ».

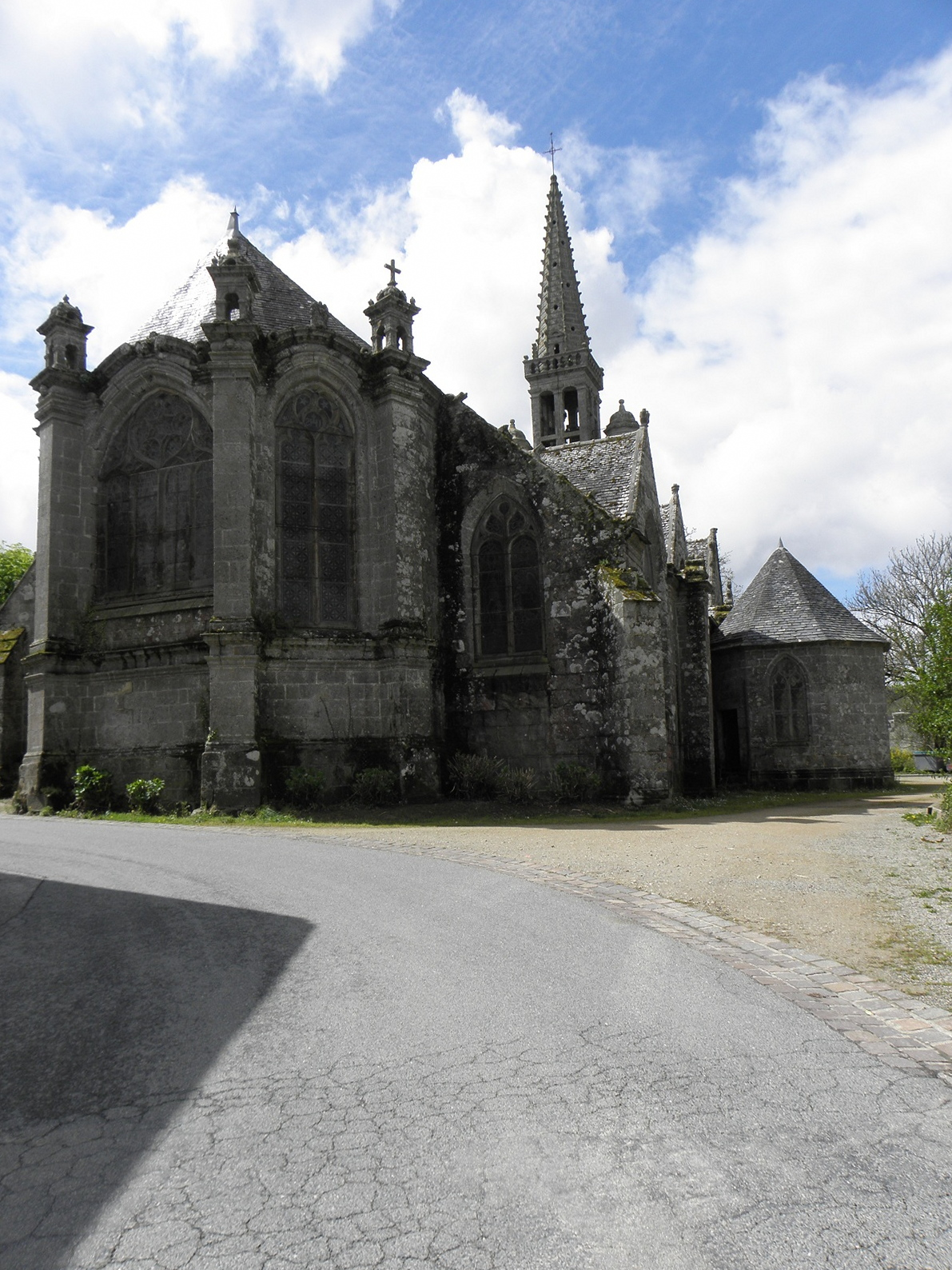
L'église Notre-Dame du Juch.
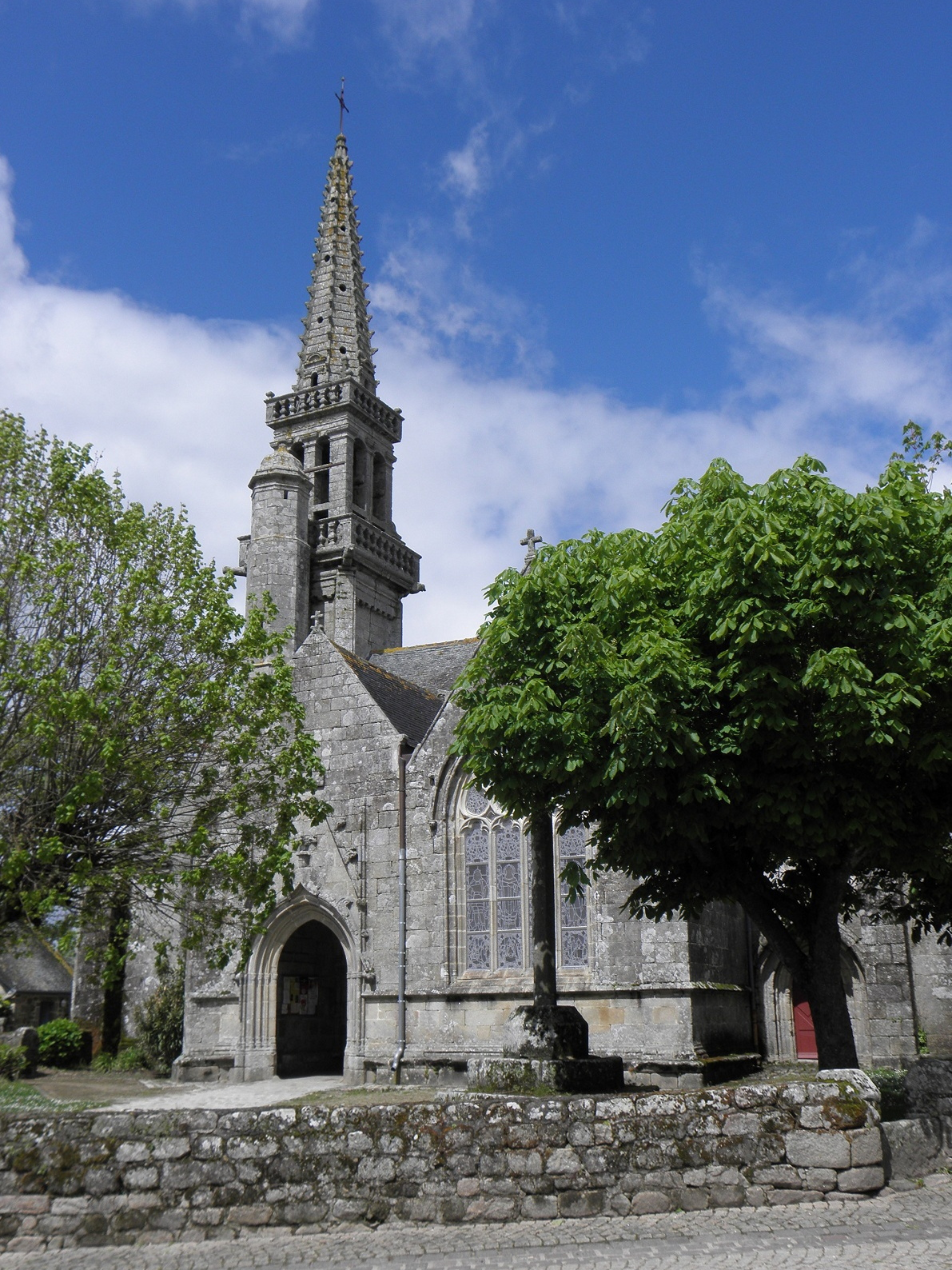
L'église Notre-Dame du Juch, clocher et flanc sud.
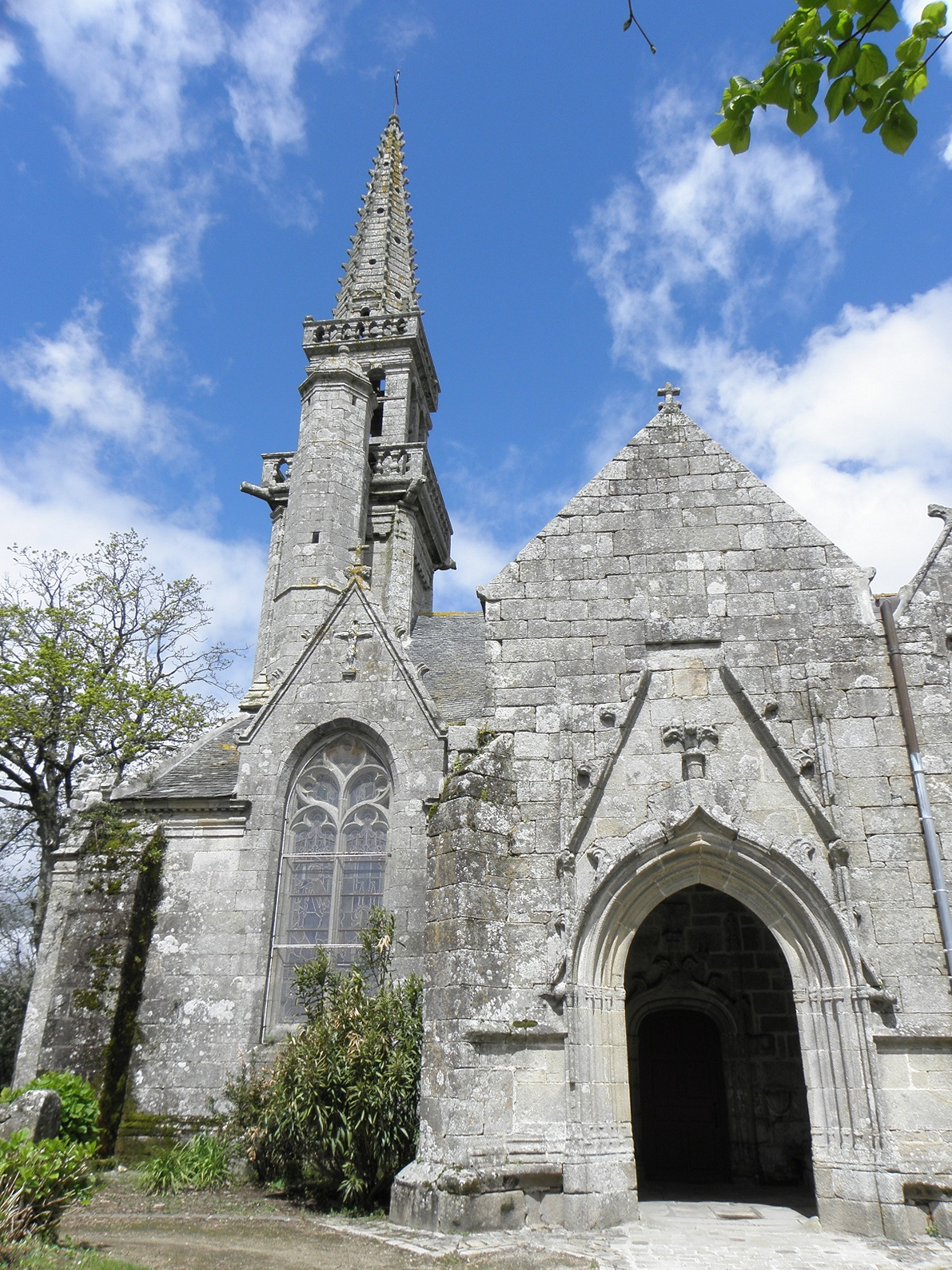
Église Notre-Dame du Juch : clocher et porche sud.
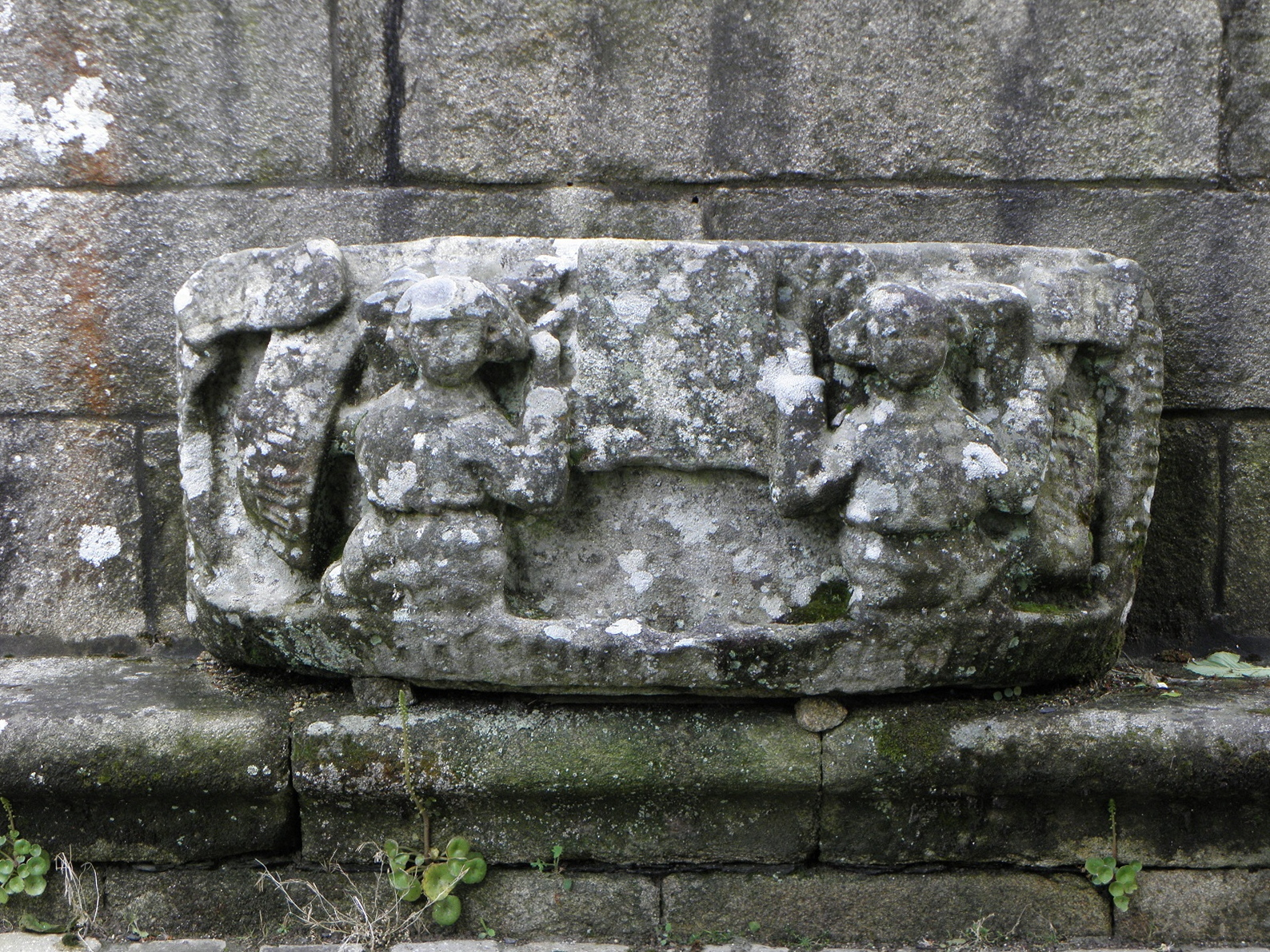
L'église Notre-Dame du Juch, détail sculpté.
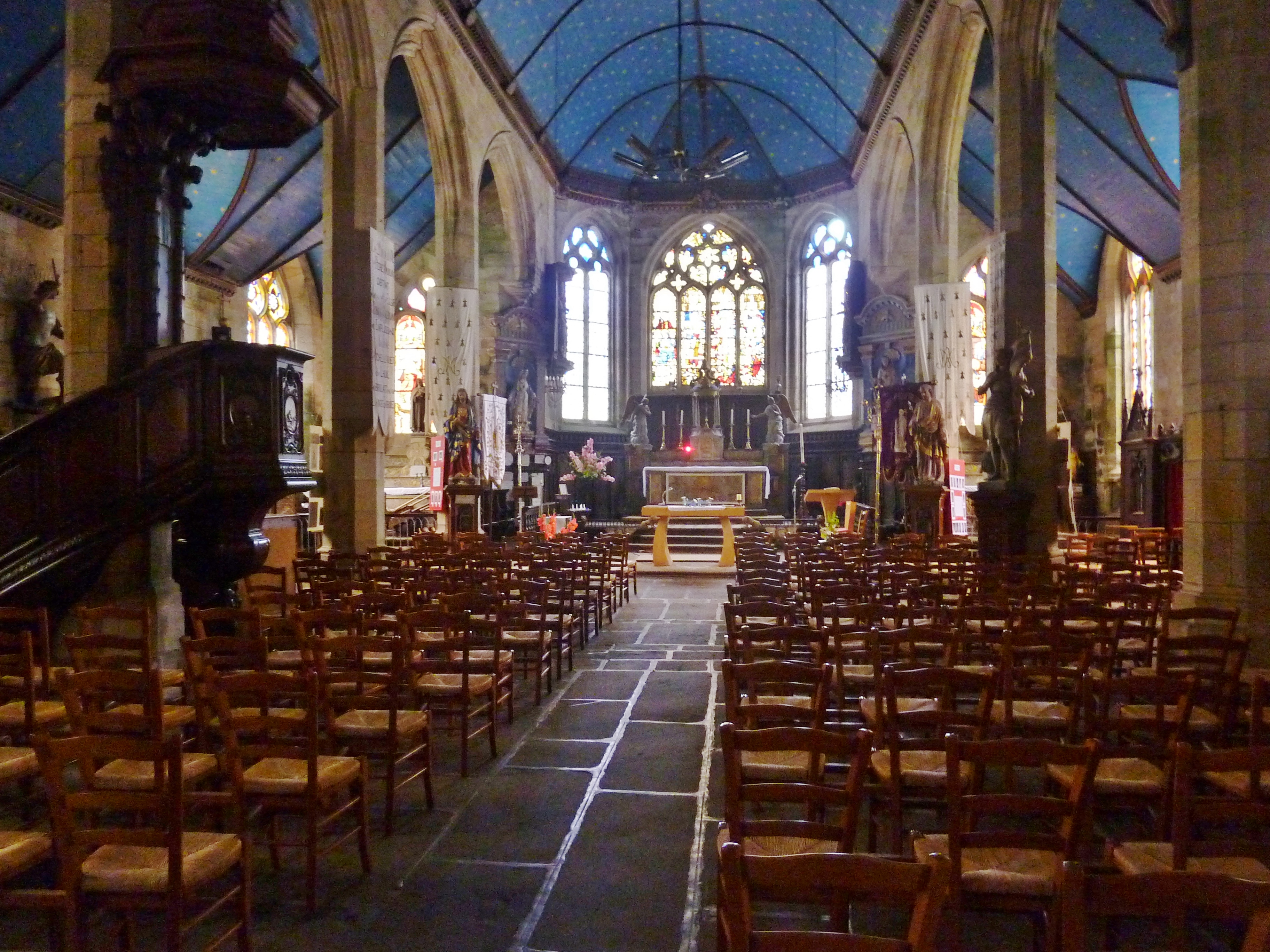
Église Notre-Dame du Juch : vue intérieure d'ensemble.
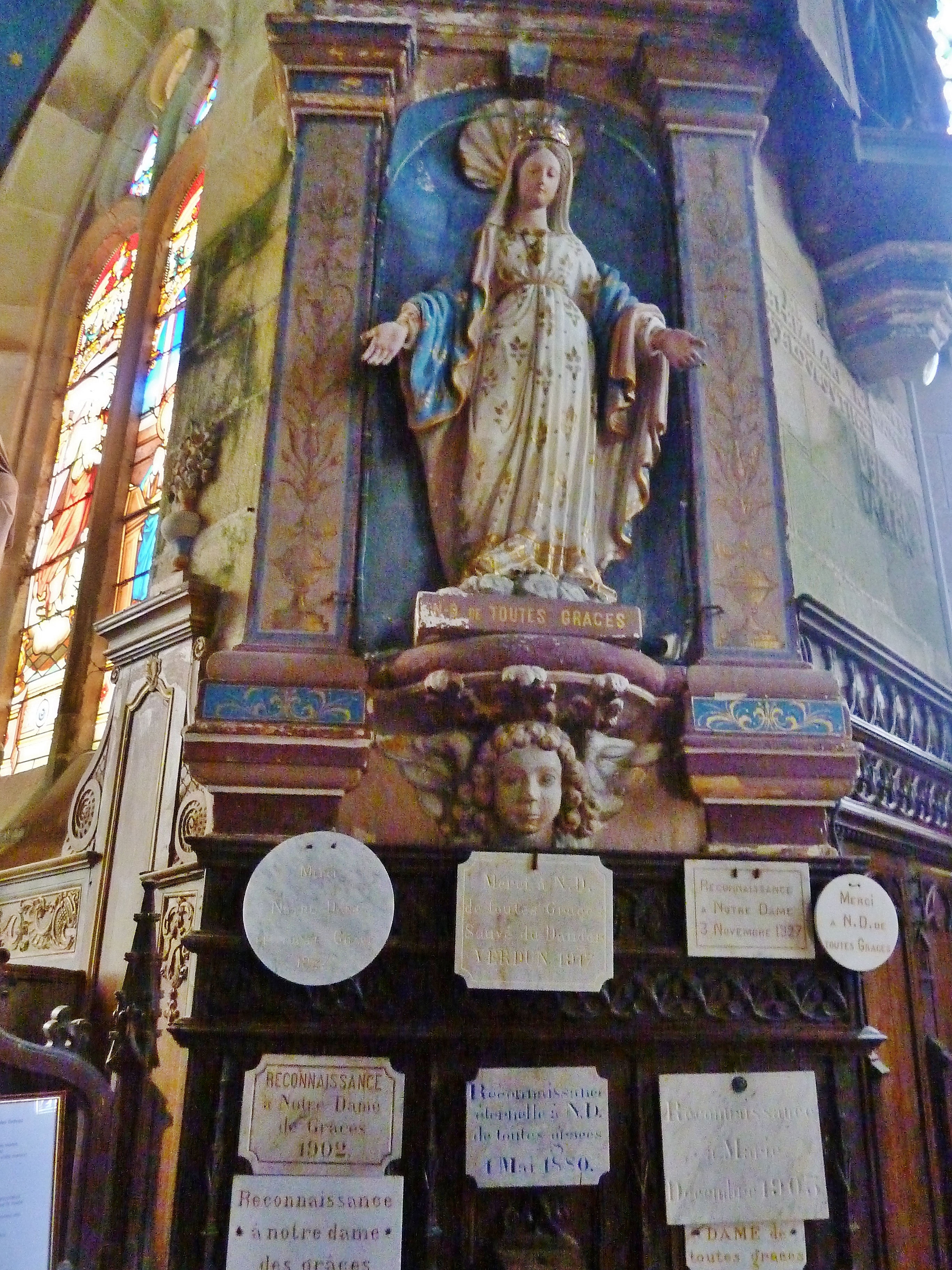
Église Notre-Dame du Juch : statue de Notre-Dame de toutes les Grâces et ex-votos de remerciement.
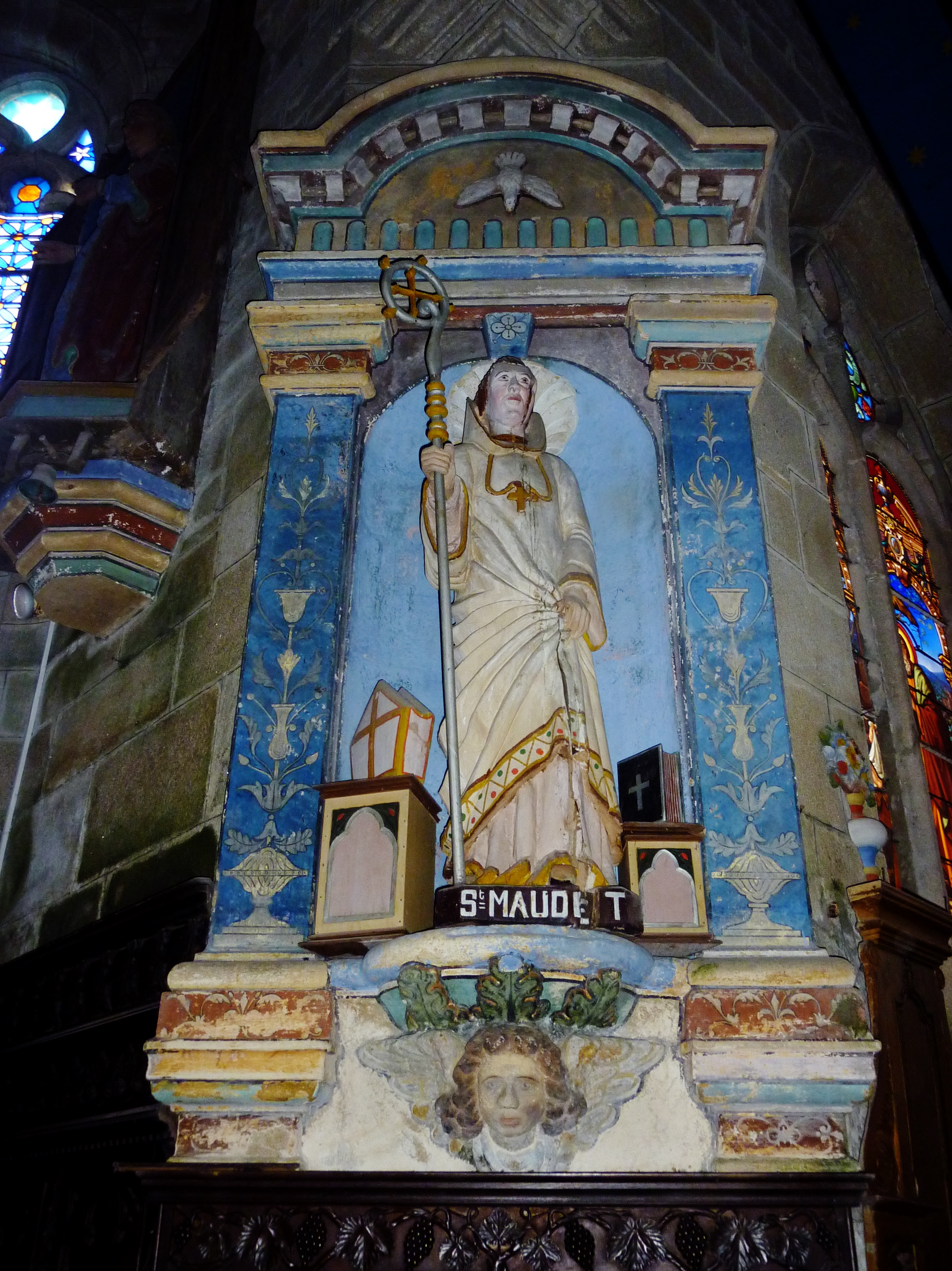
Église Notre-Dame du Juch : statue de saint Maudet.
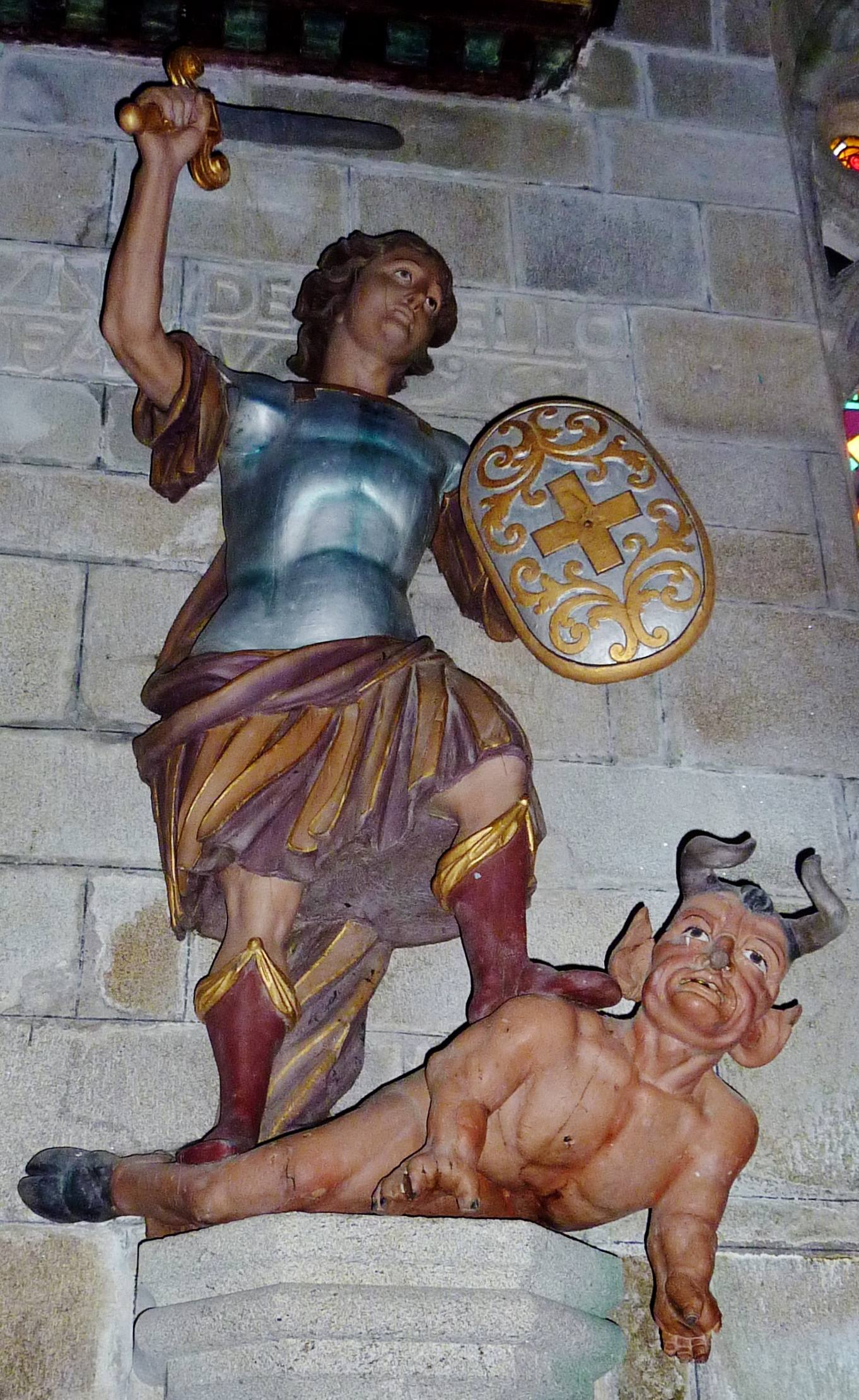
Église Notre-Dame du Juch : le « diable » du Juch et l'archange saint Michel (Saint Michel terrassant le démon).
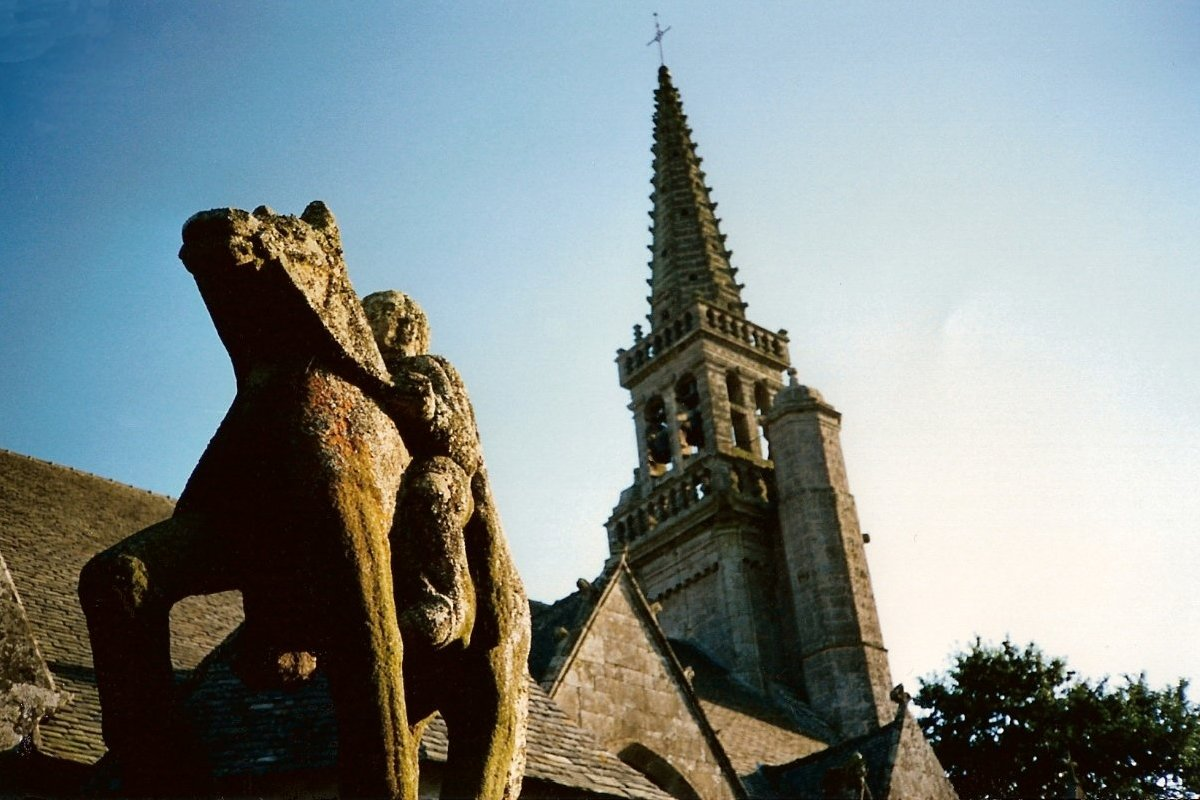
Statue du baron Hervé du Juch.

- Le manoir de Tal-ar-Roz (XVIe – XVIIIe siècle). Reconstruit au XVIIe siècle avec des traces du siècle précédent, son aile nord-est a été remaniée au XVIIe siècle et au XXe siècle[65]. En 1777, il est acquis par la famille de Kéroullas : ses descendants y résident toujours. Il appartenait auparavant à Paul Osée Bidé de Chézac[66], qui commandait un vaisseau, Soleil Royal, lors de la bataille des Cardinaux, le 20 novembre 1759.
- L'enceinte de Keramenez ; ovalaire et datée du haut Moyen Âge[67].

#### Discothèque
La discothèque Le Moulin, située au lieu-dit "La Croix-Neuve", d'une capacité d'accueil de 1 200 personnes, ouverte en 1966, a été très fréquentée pendant plusieurs décennies, mais a dû fermer ses portes depuis mars 2020 en raison de la pandémie du Covid 19. En 1976, les propriétaires firent l'acquisition d'un avion Super Constellation, acheminé par voie routière depuis Nantes, devenu l'emblème de la discothèque.

### Tableaux
- Henry Scheffer a peint Le Juch.

### Légendes
- La pierre des empreintes du diable : « Non loin de la carrière du Roc'hou, au milieu du chemin qui conduit au Juch, presque en face du Gazek C'hlaz, se trouve une pierre usée par les pieds des passants, portant deux empreintes bien nettes, orientées en sens opposé, qu'on prendrait pour des traces de sabots de cheval ou de mulet mal ferré. Cette pierre a sa légende. On dit que le diable, en punition d'un de ces mauvais coups dont il est coutumier, fut un jour condamné par le Bon Dieu à transporter la grosse cloche du Juch depuis sa fonderie jusqu'à son lieu de destination. Il chargea la cloche sur ses épaules, et comme il venait de très loin (on ne dit pas d'où) et que la cloche était bien lourde, arrivé à cet endroit du chemin, le souffle lui manqua. Il s'arrêta sur cette pierre pour reprendre haleine. Or la cloche pesait si lourdement sur ses épaules que ses sabots pénétrèrent dans le roc comme dans de l'argile, et comme il était mal ferré ce jour-là (...), une des empreintes indique qu'il marchait vers Le Juch, tandis que l'autre indique la direction de Locronan. (...) Aujourd'hui la fameuse pierre légendaire n'existe plus. Les carriers du Roc'hou l'ont fait sauter à la dynamite pour aplanir la route et faciliter l'accès à la carrière. Ainsi s'en vont peu à peu les belles légendes bretonnes que nos ancêtres nous avaient léguées »[70].
- La cloche et le diable : Il y avait au Juch une des plus belles églises qu'on puisse voir, celle de saint Maudet ; mais le clocher était sans cloche, si ce n'est un modeste grelot. Un gentilhomme, Hervé du Juch[n], riche de rentes, avec le meilleur char de sa remise et les meilleurs chevaux de son étable, alla chercher la cloche neuve de saint Maudet (l'église du Juch était dédiée à saint Maudet) ; mais son char s'embourba dans le marais de l'Éllez. Il vit devant lui un homme à la barbe longue (son visage était effrayant et au bout de ses pieds, il portait de la corne) qui lui dit : « Pour vous porter secours, je vous porterai votre cloche, je sais qu'elle est lourde, du marais d'Ellé jusqu'à votre église. En dédommagement, je vous demande seulement d'avoir un jour mon image ». Hervé du Juch refusa d'abord, mais embourbé au milieu du mont d'Arrez sans personne d'autre pour lui porter secours, il finit par accepter. Le diable chargea la grande cloche sur ses épaules. Dans le chemin creux qui passe près de Roc'hou, le diable fit une pause (il laissa ses empreintes sur la roche sur laquelle il se reposa). Le lendemain matin, le bedeau vit la cloche déjà installée dans le clocher. La première chose que fit Hervé quand il rentra au château du Juch, fut d'appeler le meilleur sculpteur de la région pour faire la statue promise ; le sculpteur s'inspira du portrait d'un vieux meunier et elle fut placée dans l'église, mais sur l'avis du recteur, sous la statue de saint Michel. Depuis on la voit là, au rang des saints ; les gens se pressèrent en foule pour venir voir "le diable du Juch". Cette statue n'existe plus désormais, mais elle a été remplacée par une autre[70].

### Personnalités liées à la commune
- Hervé Friant[o], officier en chef des équipages, créa en 1944 le groupe des marins FFI de Bénodet[71]. Officier de la Légion d'honneur, Médaillé de la Résistance, il a terminé sa carrière en qualité de Commandant de l'École de pilotage du Rhin, écrivant notamment, en collaboration avec le capitaine de vaisseau Sourisseau Guide du Rhin et instructions nautiques rhénanes en 1956. Il est aussi l'auteur d'un livre de souvenirs, Souvenirs d'enfance ou La Belle Époque vue par un petit paysan du Juch[43],[72].
- Renée Legrand, née Renée Friant (fille du précédent), née en 1935 à Brest, présentatrice de télévision.

## Démographie
| 1901  | 1906  | 1911  | 1921 | 1926 | 1931 | 1936 | 1946 | 1954 |
| ----- | ----- | ----- | ---- | ---- | ---- | ---- | ---- | ---- |
| 1 038 | 1 007 | 1 002 | 974  | 970  | 914  | 840  | 848  | 790  |

| 1962 | 1968 | 1975 | 1982 | 1990 | 1999 | 2006 | 2007 | 2012 |
| ---- | ---- | ---- | ---- | ---- | ---- | ---- | ---- | ---- |
| 757  | 692  | 725  | 751  | 751  | 721  | 746  | 749  | 727  |

| 2017 | 2022 | - | - | - | - | - | - | - |
| ---- | ---- | - | - | - | - | - | - | - |
| 713  | 753  | - | - | - | - | - | - | - |